# MARSIS
Marsis (англ. Mars Advanced Radar for Subsurface and Ionosphere Sounding)  — спеціалізований радар Європейського космічного агентства для зондування іоносфери і глибинних шарів марсіанської поверхні. Є однією з головних місій апарата Марс Експрес.
Завданням радара є пошук рідкої води і водяного льоду під поверхнею Марса. Marsis здатний зондувати поверхню планети на глибину до 5  км. Антени радара виконані з скловолокна і кевлара і відрізняються дуже невеликою масою (дві  — по 20 м завдовжки і одна  — 7 м). Великі складаються з 13 сегментів, складених «гармошкою».

## Хронологія
Спочатку передбачалося розгорнути антени в квітні 2004. Але розрахунки показали, що це може порушити роботу станції. Розгортання кілька разів відкладалося. Перша 20-метрова антена була розгорнута 4 травня 2005. При цьому виникли труднощі, які за допомогою маневрування були успішно вирішені 11 травня. Друга 20-метрова антена була успішно розгорнена 14 червня того ж року.

## Джерело
- MARSIS [Архівовано 10 серпня 2014 у Wayback Machine.]